# Skálmöld
Skálmöld (isl. ‚Gesetzlosigkeit‘) ist eine 2009 gegründete, isländische Viking-Metal-Band aus Reykjavík. Der Name der Band bezeichnet die bürgerkriegsähnliche Situation der Sturlungen-Zeit in Island im 13. Jahrhundert, bei der maßgeblich um die Vorherrschaft Islands gekämpft wurde. Die namentliche Verwandtschaft zur Walküre Skálmöld ist rein zufällig und steht in keinem Bezug zum Bandnamen, so Sänger und Gitarrist Björgvin Sigurðsson.

## Geschichte
Im August 2009 wurde die Band Skálmöld im isländischen Reykjavík auf Initiative von Snæbjörn Ragnarsson und Björgvin Sigurðsson hin gegründet. Ziel war es, mit der Musik das kulturelle Erbe und die isländische Sprache und Geschichte zu ehren. Alle Mitglieder von Skáldmöld waren bereits davor schon in der isländischen Musikszene aktiv, wobei nicht jeder von ihnen davor in einer Metal-Band gespielt hatte, sondern teilweise auch unter anderem mit Pop- und Rockmusik experimentiert hatte. Ende 2009 stieß der Keyboarder Gunnar Ben zur Band. Durch dessen Erfahrung in der klassischen Musik veränderte sich das Songwriting dahingehend, mehr epische, folkloristische und klassische Elemente in die Lieder einzubringen. Im Januar 2010 nahm die Band eine Demokassette mit den Liedern Árás und Kvaðning auf und versuchte ihren Stil zu finden. Vier Monate später begannen im Reflex-Studio in Reykjavík die Aufnahmen für ihr Debütalbum Baldur, welches die Geschichte des gleichnamigen fiktiven isländischen Wikingers Baldur erzählt. In dem Stück Hefnd übernimmt Sólstafir Sänger Aðalbjörn Tryggvason einen kurzen Gesangspart. Im November 2010 gelang es der Band einen Vertrag mit dem färöischen Label Tutl abzuschließen, welches auch das am 15. Dezember erschienene Album weltweit vermarktet. Dieses wurde bisher in der Szene gut angenommen und erhielt gute Kritiken.
Am 19. Januar 2011 gab die Band über ihr Facebook-Profil bekannt, dass die erste Auflage des Debütalbums Baldur bereits vergriffen sei, wobei eine zweite Pressung bereits in Arbeit sei. Drei Tage später, am 22. Januar, wurde das Ende Dezember 2010 gedrehte Video zum Lied Kvaðning veröffentlicht. Am 14. April 2011 gab die Band bekannt, einen Vertrag mit Napalm Records unterzeichnet zu haben, welches Baldur am 27. Juli weltweit veröffentlichte.
Am 5. August 2011 trat die Band auf dem Wacken Open Air auf, im September und Oktober darauf war Skálmöld Teil der Heidenfesttour.

## Stil

### Musik
Skálmöld beschreiben ihren Stil als kraftvollen, melodischen und epischen Viking Metal gemischt mit „isländischer Finsternis“ und diversen Folk-Einflüssen. Die Kompositionen der Band verbinden traditionelle isländische Volksmusik mit diversen Metal-Einflüssen. Geprägt wurden die Musiker vor allem durch Metallica, Iron Maiden, Anthrax und Slayer, wobei die Musik Skálmölds auch von Bands wie Amon Amarth oder Ensiferum beeinflusst ist. Ein weiterer wichtiger Einfluss bildete der isländische Komponist Jón Leifs.

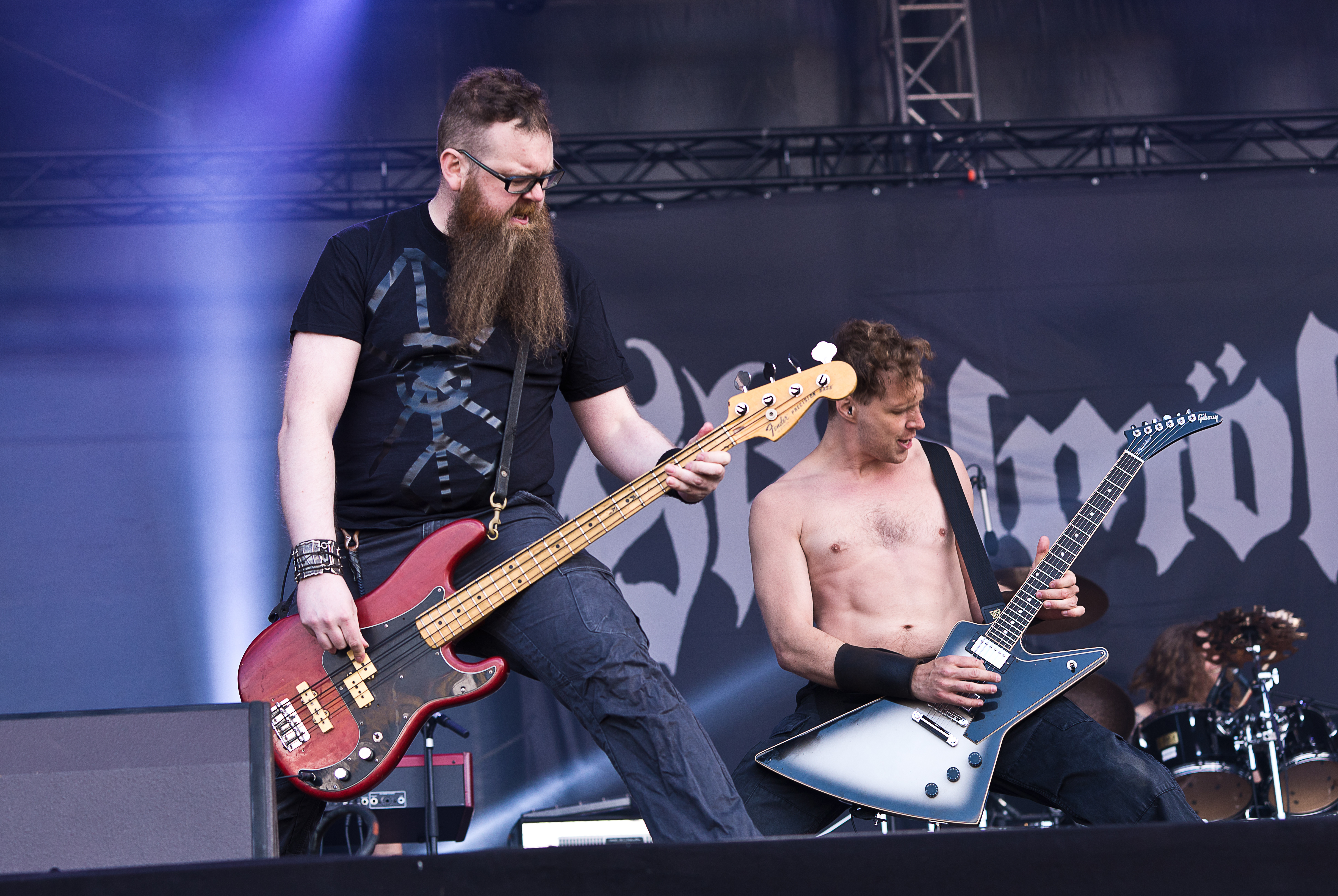
Snæbjörn Ragnarsson und Baldur Ragnarsson beim Rockharz 2015.

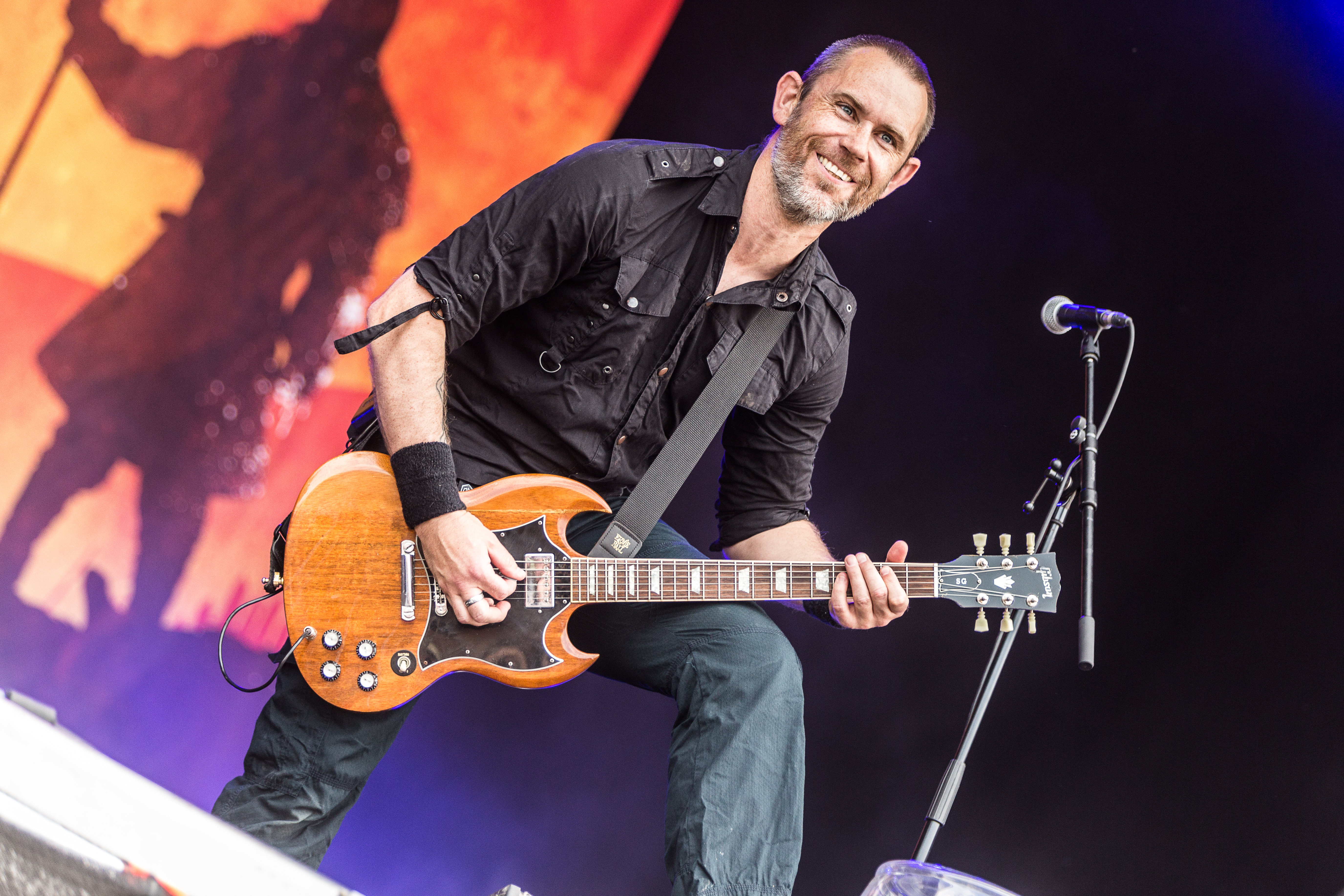
Björgvin Sigurðsson 2018 beim Rockharz Open Air

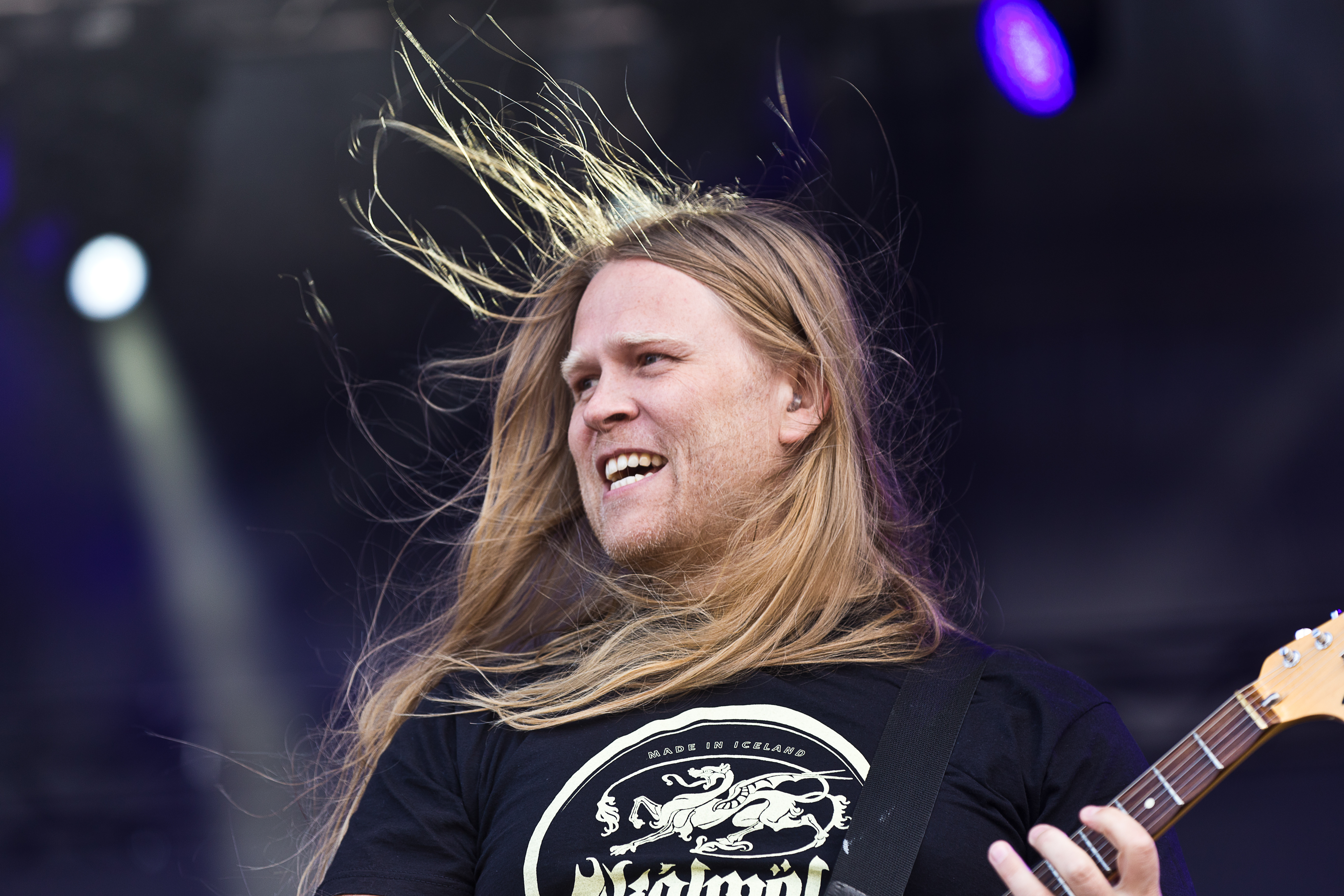
Þráinn Árni Baldvinsson 2015 beim Rockharz Open Air

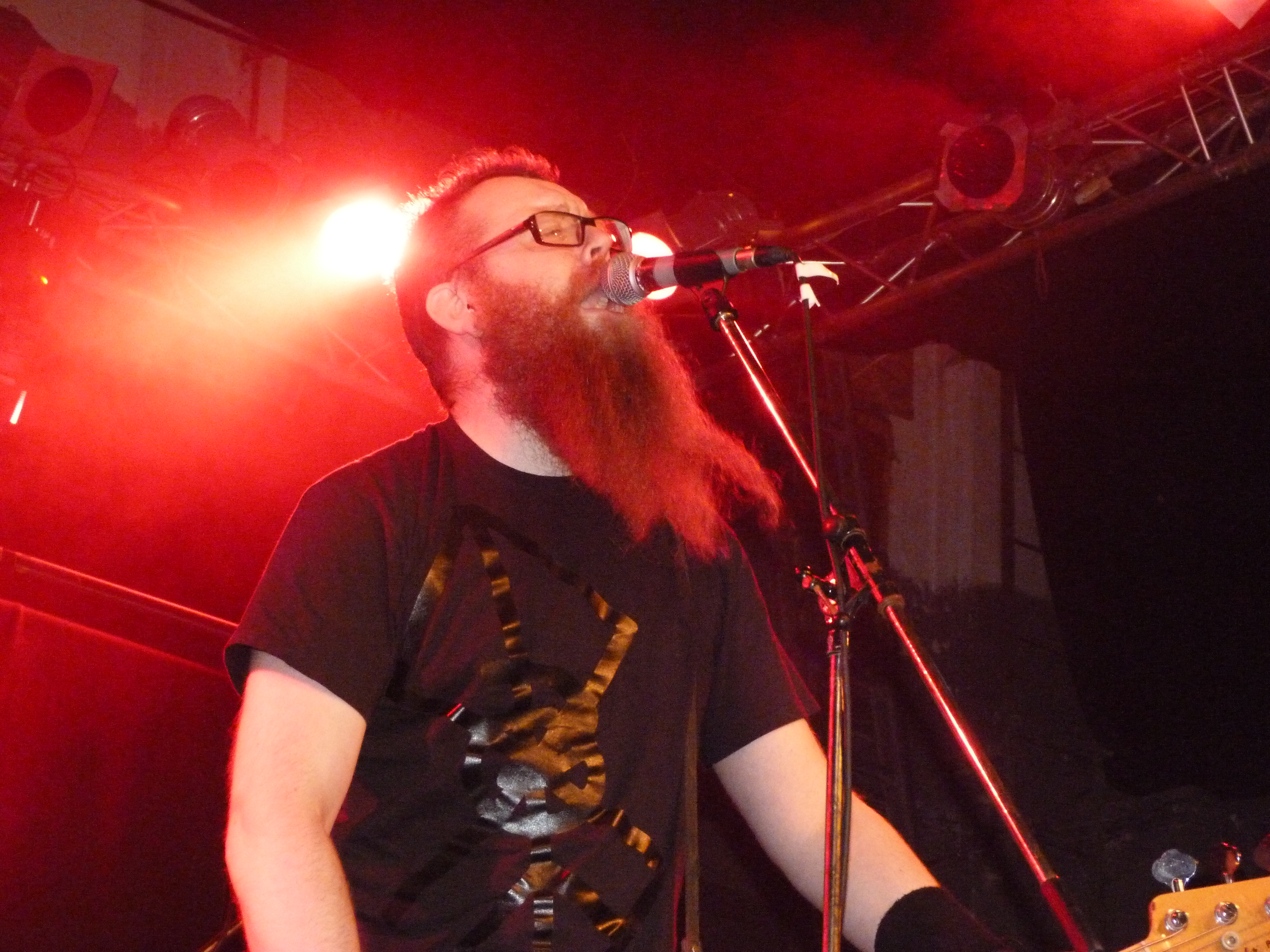
Snæbjörn Ragnarsson

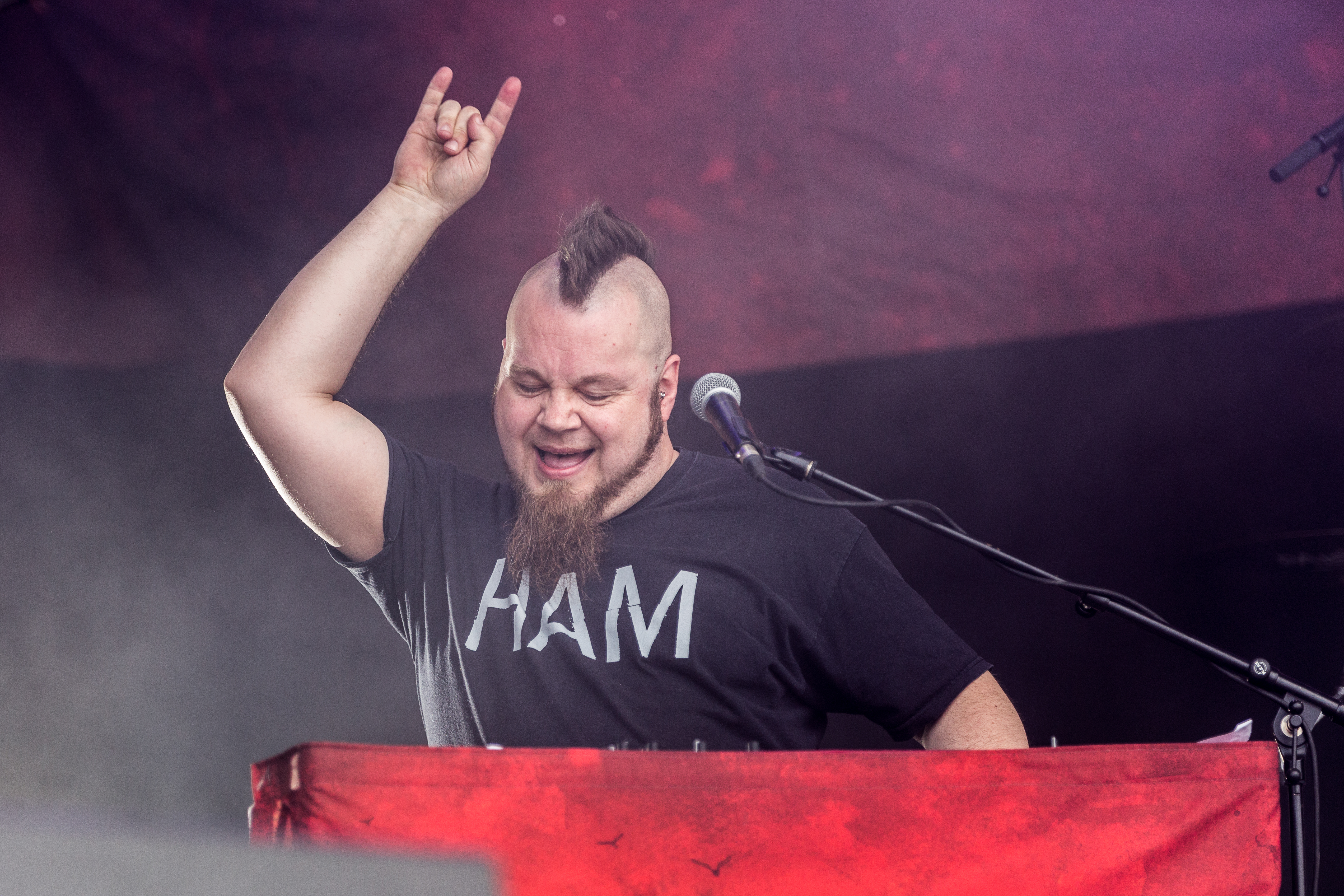
Gunnar Ben 2018 beim Rockharz Open Air

Der Gesang ist von Sigurðssons growling dominiert. Diese Gesangstechnik stammt ursprünglich aus dem Death Metal, wird aber auch von der Mehrzahl der Viking-Metal-Bands verwendet. In den meisten Liedern sind jedoch auch klar gesungene, meist chorale Gesangparts vorhanden. Sehr vielfältig gestaltet sich das Schlagzeugspiel. Von langsamen Grundrhythmen wie in den Liedern Sorg und Valhöll über eher metal-untypische Schlagzeugfiguren wie Offbeat-Grundrhythmen, zu finden in Upprisa, die an Punk oder Humppa erinnern, bis hin zu schnellen, double-bass-dominierten tragenden Rhythmen (z. B. in Árás, Kvaðning und Valhöll) ist eine große Vielfalt vorhanden. Ein besonderes Merkmal der Musik Skálmölds ist die Verwendung von drei Gitarren. Sänger und Gitarrist Sigurðsson begründet dies mit den ausgefeilten Harmonien, die mit nur zwei Gitarren nicht möglich wären. Das Gitarrenspiel gestaltet sich sehr abwechslungsreich. So finden sich in den Liedern meist Akkord-basierte Riffs mit ein- oder zweistimmigen Melodien dazu, insbesondere die Soli wie in den Liedern Árás, Kvaðning und Dauði stechen aber durch ihre anspruchsvollen Sweepings, Hammerings und Tappings heraus. Der E-Bass hat nur begleitende Funktion und spielt meist eine Harmonie zur rhythmusgebenden Gitarrenstimme. Ebenso wie die Gitarren ist auch das Keyboard meist melodieführendes Instrument, gelegentlich begleitet es aber auch nur, wie in Valhöll. Das Keyboardspiel gestaltet sich vielfältig und weist Einflüsse aus den unterschiedlichsten Genres wie der klassischen Musik und diversen Folk-stilen auf, wie in Kvaðning.

### Texte
Die Texte von Skálmöld sind in der traditionellen Dróttkvætt-Strophenform verfasst. Dieser altisländische Hofton ist durch Halbverse, Stäbe, Binnenreime und Kenningar näher bestimmt. Seine Form ist bindend. Björgvin Sigurðsson, der Sänger der Band, erklärte seine Beweggründe, diese strenge Reimform zu verwenden wie folgt: „Es verleiht der Musik eine gewisse Tiefe und verstärkt unsere Absicht, unser Erbe der Wikingerzeit zu ehren. [Zudem] haben die Texte [dadurch] einen besseren Fluss und klingen besser.“ Nahezu ausnahmslos weisen die Verse auch Endreime auf, was in der Dróttkvætt-Dichtung aber nicht zwingend notwendig ist. Das folgende Beispiel aus dem Lied Dauði soll diese strenge Dichtform veranschaulichen:

Ligg ég, leka mín sár,
loppinn kólnar minn nár.
Dauðinn dregur mig nær,
dettur yfir mig snær.

Inhaltlich basieren die Texte auf der nordischen Mythologie und haben erzählenden Charakter. Das erste Album, Baldur stellt ein Konzeptalbum dar, so dass die Liedtexte eine zusammenhängende Geschichte ergeben, die das Leben des fiktiven Wikingers Baldur beschreibt. Laut Sigurðsson wird die Familie des Protagonisten getötet und sein Besitz zerstört, woraufhin dieser zusammen mit Freunden Rache nimmt, am Ende jedoch stirbt und nach Walhall einzieht.
Auch Baldvinsson beschreibt die Geschichte und die Familie als wichtige Kernpunkte für die Texte von Skálmöld.

## Diskografie
- 2010: Skálmöld (Demo, CDR; Eigenvertrieb)
- 2010: Baldur (Album, CD/CDR/2xLP; Tutl)
- 2012: Börn Loka (Album, CD/2xLP; Napalm Records)
- 2013: Skálmöld & Sinfóníuhljómsveit Íslands (Konzertalbum, CD+DVD/3xLP; Sena, Napalm Records)
- 2014: Með Vættum (Album, CD/2xLP; Napalm Records)
- 2016: Skálstorm (Drink – Kvaðning) mit Alestorm (Split-Single, 7"; Napalm Records)
- 2016: Vögguvísur Yggdrasils (Album, CD/LP/MC/MP3; Napalm Records)
- 2017: Höndin Sem Veggina Klórar / Blade Reflections mit Omnium Gatherum (Split-Single, 7"; Napalm Records)
- 2018: Sorgir (Album, CD/2xLP; Napalm Records)
- 2020: 10 Year Anniversary – Live in Reykjavík (Livealbum, 2xCD+BD, Napalm Records)
- 2023: Ydalir (Album, CD/CD+2xLP/2xLP, Napalm Records)

## Musikvideos
| Offizielle Videoclips - 2010: Kvaðning - 2013: Gleipnir (Regie/Produktion: Kristin Saevar Thorarensen) - 2017: Múspell - 2017: Höndin sem veggina klórar | Offizielle Lyrikvideos - 2015: Að Vetri - 2016: Niðavellir - 2016: Vanaheimur - 2018: Sverðið - 2018: Móri |